# Statenice
Statenice là một làng thuộc huyện Praha-západ, vùng Středočeský, Cộng hòa Séc. Làng Černý Vůl là một phần hành chính của Statenice.